# Leimia vaga
Leimia vaga är en kräftdjursart som beskrevs av Willey 1923. Leimia vaga ingår i släktet Leimia och familjen Canthocamptidae. Inga underarter finns listade i Catalogue of Life.